# Tarcisius Isao Kikuchi
Tarcisius Isao Kikuchi (菊地 功 - Kikuchi Isao; Miyako, 1º novembre 1958) è un cardinale e arcivescovo cattolico giapponese, dal 25 ottobre 2017 arcivescovo metropolita di Tokyo e dal 13 maggio 2023 presidente di Caritas Internationalis.

## Biografia
Nato nel 1958 a Miyako, prefettura di Iwate, entra nella Società del Verbo Divino nel 1985, all'età di 26 anni, e riceve l'ordinazione sacerdotale l'anno successivo.
Si reca nell'Africa occidentale, servendo le missioni in Ghana e divenendo provinciale della sua congregazione nel 1999.

### Ministero episcopale e cardinalato
Il 29 aprile 2004 viene nominato vescovo di Niigata da papa Giovanni Paolo II; riceve la consacrazione episcopale il 20 settembre dello stesso anno.
Il 25 ottobre 2017 papa Francesco lo nomina arcivescovo metropolita di Tokyo; succede a monsignor Peter Takeo Okada, dimessosi per raggiunti limiti di età.
Il 16 dicembre dello stesso anno prende possesso dell'arcidiocesi.
È presidente sia della Caritas-Asia che della Caritas-Giappone. Inoltre è membro di Caritas Internationalis e dal 2014 anche della Congregazione per l'evangelizzazione dei popoli.
A seguito del riconoscimento del martirio di Takayama Ukon, insieme ai vescovi del Giappone, aveva invitato papa Francesco a visitare il Paese. L'invito è stato accolto il 13 settembre 2019.
Dal 22 luglio 2021 è segretario generale della Federazione delle conferenze episcopali dell'Asia, dal 14 febbraio 2022 presidente della Conferenza dei vescovi cattolici del Giappone e dal 13 maggio 2023 presidente di Caritas Internationalis.
Durante l'Angelus del 6 ottobre 2024, papa Francesco ne annuncia la creazione a cardinale nel concistoro del successivo 7 dicembre.
Il 7 e 8 maggio 2025 ha partecipato come cardinale elettore al conclave che ha portato all'elezione di papa Leone XIV.
Il 3 luglio 2025 viene nominato membro del Dicastero per il Dialogo Interreligioso.

## Genealogia episcopale e successione apostolica
La genealogia episcopale è:
- Cardinale Scipione Rebiba
- Cardinale Giulio Antonio Santori
- Cardinale Girolamo Bernerio, O.P.
- Arcivescovo Galeazzo Sanvitale
- Cardinale Ludovico Ludovisi
- Cardinale Luigi Caetani
- Cardinale Ulderico Carpegna
- Cardinale Paluzzo Paluzzi Altieri degli Albertoni
- Papa Benedetto XIII
- Papa Benedetto XIV
- Papa Clemente XIII
- Cardinale Marcantonio Colonna
- Cardinale Giacinto Sigismondo Gerdil, B.
- Cardinale Giulio Maria della Somaglia
- Cardinale Carlo Odescalchi, S.I.
- Cardinale Costantino Patrizi Naro
- Cardinale Lucido Maria Parocchi
- Papa Pio X
- Cardinale Gaetano De Lai
- Cardinale Raffaele Carlo Rossi, O.C.D.
- Cardinale Amleto Giovanni Cicognani
- Arcivescovo Mario Cagna
- Cardinale Peter Seiichi Shirayanagi
- Arcivescovo Peter Takeo Okada
- Cardinale Tarcisius Isao Kikuchi

La successione apostolica è:
- Vescovo Mario Michiaki Yamanouchi, S.D.B. (2018)
- Vescovo Paul Daisuke Narui, S.V.D. (2020)
- Vescovo Edgar Cuntapay Gacutan, C.I.C.M. (2022)
- Vescovo Andrea Lembo, P.I.M.E. (2023)